# Red Bull Elektropedia Awards
De Red Bull Elektropedia Awards, zijn jaarlijkse muziekprijzen die uitgereikt worden in de Belgische hoofdstad Brussel. Elk najaar worden de prijzen in het Flageygebouw uitgereikt in aanwezigheid van de Belgische muziek-, nightlife- en festivalsector. Met een focus op elektronische muziek (dance, elektronica, pop, hiphop) zetten de Red Bull Elektropedia Awards muzikanten in de kijker die het afgelopen jaar songs, ep’s en albums uitbrachten. Er worden zowel Vlaamse, Brusselse als Waalse artiesten genomineerd. Voor de stemming worden per award een reeks genomineerden vastgelegd, waaruit het publiek kan stemmen. Nadien wordt per award een top drie bekendgemaakt op de officiële site. Voor de categorie Beste dj, is er elk jaar een top 100 met de populairste dj's. En voor de discotheken een top 30, met de beste muziekclubs van het land.

## Awards
Hieronder een overzicht van de belangrijkste uitgereikte prijzen die in de recentste jaargang nog werden toegekend:
| Jaar | Artist of the year     | Beste album            | Beste single                          | Beste remix            | Beste producer     | Beste live act         | Doorbraak        | Beste urban            | Beste video      | Beste artwork               | Beste festival | Beste dj                  | Beste club   |
| ---- | ---------------------- | ---------------------- | ------------------------------------- | ---------------------- | ------------------ | ---------------------- | ---------------- | ---------------------- | ---------------- | --------------------------- | -------------- | ------------------------- | ------------ |
| 2020 | Lous and the Yakuza    | Zwangere Guy           | Hamza & Damso                         | Susobrino              | Charlotte de Witte | —                      | David Numwami    | —                      | Eefje de Visser  | Zwangere Guy                | —              | —                         | —            |
| 2019 | Zwangere Guy           | Zwangere Guy           | Zwangere Guy                          | Soulwax                | Willem Ardui       | Zwangere Guy           | Martha Da'ro     | Rare Akuma             | Angèle           | BeraadGeslagen              | Pukkelpop      | Charlotte de Witte        | Kompass Klub |
| 2018 | Angèle                 | Damso                  | Angèle                                | Danga                  | Le Motel           | Roméo Elvis x Le Motel | Angèle           | Blu Samu               | Stromae          | Caballero & JeanJass        | Dour Festival  | 2manydjs                  | Kompass Klub |
| 2017 | Roméo Elvis x Le Motel | Roméo Elvis x Le Motel | Roméo Elvis x Le Motel                | Roméo Elvis x Le Motel | Le Motel           | Roméo Elvis x Le Motel | Zwangere Guy     | Roméo Elvis x Le Motel | Oscar & The Wolf | Coely                       | Dour Festival  | Amelie Lens               | Fuse         |
| 2016 | Bazart                 | Roméo Elvis x Le Motel | Bazart                                | Pomrad                 | Charlotte de Witte | Roméo Elvis            | Amelie Lens      | Romeo Elvis            | SX               | Corbin Mahieu & Lennart VdB | Dour Festival  | Faisal                    | Ampere       |
| 2015 | Oscar & The Wolf       | STUFF.                 | Charlotte de Witte & Oscar & The Wolf | Soulwax                | Kolombo            | Oscar & The Wolf       | Lost Frequencies | Woodie Smalls          | Stromae          | STUFF.                      | Dour Festival  | 2manydjs                  | Fuse         |
| 2014 | Stromae                | Oscar & The Wolf       | Netsky                                | Compuphonic            | Locked Groove      | Stromae                | Oscar & The Wolf | —                      | Stromae          | Dr. Lektroluv               | Tomorrowland   | LeFtO                     | Fuse         |
| 2013 | Stromae                | Stromae                | Netsky                                | Aeroplane              | —                  | Goose                  | Coely            | —                      | Tomorrowland     | WeCanDance                  | Tomorrowland   | Dimitri Vegas & Like Mike | Fuse         |
| 2012 | Netsky                 | Netsky                 | Netsky                                | The Magician           | —                  | Netsky                 | Locked Groove    | —                      | Tomorrowland     | 10 Days Off                 | Tomorrowland   | 2manydjs                  | Fuse         |

- In 2013 werd de award Best album ever uitgereikt aan 2 Many Dj's voor het album As Heard On Radio Soulwax, Pt.2. Het album Nite Versions van de zelfde broers Dewaele haalde zilver, en Netsky brons.
- In 2020, werden enkele awards weggelaten, en nieuwe awards in het leven geroepen. Zo werd er voor het eerst ook een "beste Label" award uitgereikt. Die werd gewonnen door Fake Records.

## Meeste awards
'13-'20
- 10: Le Motel, Roméo Elvis
- 7: Stromae, Zwangere Guy
- 6: Oscar & The Wolf, Netsky
- 5: Fuse, Tomorrowland
- 4: Angèle, Dour Festival, Charlotte de Witte
- 3: 2manydj's
- 2: Amelie Lens, STUFF., Soulwax, Kompass Klub, Coely, Locked Groove